# Lophocrama postalba
Lophocrama postalba är en fjärilsart som beskrevs av Embrik Strand 1917. Lophocrama postalba ingår i släktet Lophocrama och familjen trågspinnare. Inga underarter finns listade i Catalogue of Life.